# Poiretia angustifolia
Poiretia angustifolia är en ärtväxtart som beskrevs av Julius Rudolph Theodor Vogel. Poiretia angustifolia ingår i släktet Poiretia och familjen ärtväxter. Inga underarter finns listade i Catalogue of Life.